# Ahmet Çakır (Ergonom)
Ahmet Emin Çakır (* 4. September 1943) ist ein türkisch-deutscher Ergonom und Autor zahlreicher Bücher zur Ergonomie und Beleuchtung.

## Leben
Çakır kam 1963 nach West-Berlin. 1975 wurde er mit Untersuchungen über die empfindungsgemässe Beurteilung von farbfernsehgerechten Flutlichtanlagen für Sportstättenbeleuchtung an der dortigen Technischen Universität promoviert, 1978 veröffentlichte er eine erste Studie über Bildschirmarbeitsplätze.
1979 wurde Çakır wissenschaftlicher Leiter des Ergonomic Institut Berlin, das er noch heute zusammen mit seiner Frau leitet. Er ist seit Jahrzehnten Mitglied von nationalen und internationalen Normungsausschüssen auf den Gebieten Ergonomie und Informationstechnik, Mitglied der Internationalen Beleuchtungskommission und der Deutschen Lichttechnischen Gesellschaft sowie der Ergonomic Society und der Gesellschaft für Arbeitswissenschaft. Von 1981 an war er als Sachverständiger beim Hauptverband der gewerblichen Berufsgenossenschaften tätig, bis diese in der DGUV (Deutsche Gesetzliche Unfallversicherung) aufgegangen ist. Seit 2008 ist er Chefredakteur des wissenschaftlichen Journals Behaviour & Information Technology.